# Saint-Vincent-des-Prés (Sarthe)
Saint-Vincent-des-Prés é uma comuna francesa na região administrativa do País do Loire, no departamento de Sarthe. Estende-se por uma área de 10.51 km². Em 2010 a comuna tinha 377 habitantes (densidade: 35,9 hab./km²).